# IJzerwalserij (Menzel)
IJzerwalserij (Duits: Eisenwalzwerk), of met een alternatieve titel Moderne cyclopen, is een realistisch schilderij van Adolph Menzel uit 1875. Het doek is te zien in de Alte Nationalgalerie van Berlijn.

## Totstandkoming
Menzel schilderde in 1869 voor het eerst scènes uit een gieterij en kwam op het idee voor IJzerwalserij. Eerdere realistische kunstenaars zoals Gustave Courbet en Ford Madox Brown hadden beroepsarbeid al tot een hoofdthema van hun kunst gemaakt. Menzel deed dit hier op een groot formaat dat normaal gereserveerd was voor historiestukken. In 1872 documenteerde hij zich zorgvuldig door gedurende meerdere weken de fabriek van Vereinigte Königs- und Laurahütte AG in het Silezische Königshütte te bezoeken en er tientallen potloodschetsen te maken (nu in het bezit van het Kupferstichkabinett Berlin). De fabriek was eigendom van Carl Justus Heckmann en telde drieduizend werknemers. Hij bezocht ook metaalfabrieken in Berlijn, waaronder Borsig in Moabit, en las ingenieursboeken over gereedschap en machines. Het schilderen zelf vond plaats in de studio met modellen. 
In een vroeg stadium kwam er een koper opdagen in de persoon van de bankier Adolph Liebermann (), maar het idee was op dat moment al gevormd. Menzel was gefascineerd door de sociale kwestie zonder de arbeidsheroïek uit het oog te verliezen. Het jonge Duitsland beleefde toen een enorme industrialisatie, aangewakkerd door Franse herstelbetalingen, maar nog tijdens het schilderproces kwam de Gründerzeit ten einde in de Paniek van 1873. De crisis trof ook de koper Liebermann, die failliet ging en het in 1875 voltooide schilderij nog datzelfde jaar moest verkopen. Door slim onderhandelen ontving hij van de Nationalgalerie 30.000 Taler voor het werk dat hem enkele maanden eerder 11.000 Taler had gekost.

## Voorstelling
Het schilderij toont een ijzerwalserij waar spoorrails worden gefabriceerd. Een veertigtal figuren zijn er aan het werk. Het bovenste deel van de fabriekshal is gehuld in stoom en rook waar het vale daglicht nauwelijks doorheen dringt. Het onderste deel wordt verlicht door het gloeiende metaal. In de achtergrond zien we een grote handkraan en een vliegwiel dat de walserij aandrijft. De bewegingen van de arbeiders en hun "dans" met de machines zijn zeer plastisch weergegeven. Menzel heeft de handelingen gedetailleerd beschreven voor een tentoonstelling in 1879. Centraal in het schilderij wordt het gloeiend hete welijzer dat een spoorstaaf moet worden van een wagen in de eerste wals geduwd: terwijl sommige arbeiders de dissel hoog opheffen, geven anderen het ijzer richting met grote tangen. Ze doen dat met blote handen en op klompen. Links in de verte, afgetekend tegen de puddeloven, staat en profil een inspecteur met jas en hoed, die schijnbaar onverschillig door de hal wandelt. Naast het productieproces zien we links mannen die zich wassen na het einde van hun shift en rechts een groep die pauzeert en gulzig eet en drinkt. Het voedsel is gebracht door de vrouw rechtsonder, die de toeschouwer aankijkt.